# Singhstudios
SinghStudios är ett svenskt produktionsbolag som arbetar med nyheter och dokumentärer åt svenska TV-kanaler, däribland TV4-Gruppen, MTG TV och Sveriges Television. SinghStudios startade sin verksamhet 2006 när TV-arbetare med bakgrund från olika TV-produktioner gick ihop i ett samarbete.

## Program SinghStudios samt dess personal arbetat med

### SVT
- Aktuellt
- Rapport
- Gomorron Sverige
- ABC
- Kulturnyheterna
- Studio 24
- Uutiset
- Vetenskapens värld

### MTG
- Efterlyst

### TV4-Gruppen
- Nyheterna
- Sporten
- Nyhetsmorgon
- Kalla Fakta
- La Liga
- Kristallen
- Ariel Sharon, ett minnesprogram